# Закон Фіттса
Закон Фіттса — загальний закон, що стосується сенсорно-моторних процесів, який пов'язує час руху з точністю руху і відстанню переміщення: що далі або точніше виконується рух, то більше корекції необхідно для його виконання і більше часу потрібно для внесення цієї корекції.
Закон опублікував 1954 року Пол Фіттс.

## Модель

Схематичне зображення об'єкта розміру та дистанції до нього

Математично закон записується як
{\displaystyle T=a+b\log _{2}{\Bigg (}{\frac {D}{W}}+1{\Bigg )}}
де:
- {\displaystyle T} — середній час, що витрачається на вчинення дії
- {\displaystyle a} — середній час запуску/зупинки руху
- {\displaystyle b} — величина, яка залежить від типової швидкості руху
- {\displaystyle D} — дистанція від точки старту до центру цілі
- {\displaystyle W} — ширина цілі, виміряна вздовж осі руху

## Застосування до проєктування інтерфейсу
Закон Фіттса може застосовуватися під час проєктування графічного інтерфейсу користувача. Він дає змогу визначати розміри елементів інтерфейсу, їх розташування та взаємне розташування на екрані відповідно до того, наскільки простим (або, навпаки, утрудненим) має бути їх використання. Ширина цілі може бути нескінченною (в одному вимірі), якщо кнопка впритул прилягає до сторони екрана, а вказівник маніпулятора (миші) зупиняється біля краю автоматично. Кут є ще легшою ціллю, оскільки ширина цілі нескінченна в обох вимірах (з сенсорним екраном ситуація дещо складніша, оскільки краї не обов'язково легші для торкань).
Контекстне меню (особливо радіальне, яке бачимо в деяких іграх) скорочує відстань до цілі, тим самим зменшуючи час, що витрачається на виконання дії.